# Karlum
Karlum là một đô thị thuộc huyện Nordfriesland, bang Schleswig-Holstein, Đức.